# Stenandrium pohlii
Stenandrium pohlii är en akantusväxtart som beskrevs av Christian Gottfried Daniel Nees von Esenbeck. Stenandrium pohlii ingår i släktet Stenandrium och familjen akantusväxter. Utöver nominatformen finns också underarten S. p. breviscapum.